# Tony Franco
Antonio “Tony” Franco (Caracas, Venezuela; 28 de agosto de 1981) es un entrenador de fútbol venezolano que actualmente dirige al Monagas Sport Club de la Primera División de Venezuela.

## Trayectoria
Comenzó siendo asistente técnico de Richard Páez en Mineros de Guayana, convirtiéndose luego en primer técnico. Luego llegó al Carabobo FC. Su buen trabajo en el equipo de Valencia no pasó desapercibido y le llegó la oferta del Caracas FC para ser su nuevo entrenador, donde en el Torneo Clausura 2016 llegó hasta las semifinales, logrando así un cupo para la Copa Sudamericana 2017.

El Aragua FC sería su siguiente reto en 2017 donde logró quedar en la séptima posición.
Durante el año 2018 dirigió al Atlético Venezuela y logró hacer de él un equipo bastante regular que se quedó a solo 2 puntos de entrar a la Liguilla en el Torneo Apertura 2018. 

En 2019 decide viajar a España para realizar una pasantía de capacitación en equipos como con Athletic Club de Bilbao, Villarreal CF, Deportivo La Coruña y Atlético Osasuna.
Para la temporada 2019/20 se convierte en ayudante técnico en CD Izarra de la Segunda División B de España, club con el cual pudo debutar como primer entrenador en un partido.

Para diciembre de 2019 regresa a Venezuela para la qué será su segunda experiencia en el banquillo del Carabobo Fútbol Club.